# Melatonine (groupe de post-rock)
Pour les articles homonymes, voir Melatonine.
Melatonine est un groupe de post-rock français, originaire de Metz, en Lorraine.

## Biographie
Melatonine est formé en 1999 à Metz, en Lorraine, autour de Mathieu Lozinguez (guitare) et Nicolas Tochet (basse), vite rejoints par Alexandre Oury (batterie). Le trio développe peu à peu une musique quasi exclusivement instrumentale, alternant passages calmes et montées bruitistes. Melatonine a déjà joué avec notamment Patton, Dianogah, Explosions in the Sky, Expérience, et L'Enfance rouge.
Le groupe publie un premier album, l'éponyme Melatonine, auto-produit en 2001. Le groupe signe ensuite avec le label We are Unique! Records, et sort en 2003 Les Environnements principaux, distribué en France par La Baleine, mais également à l'étranger (Canada, Portugal, Belgique…). Le disque reçoit un accueil très favorable de la presse musicale française (Les Inrocks, Magic, Octopus, Rock Sound[réf. nécessaire]). Son successeur, Décembre est un samedi, sort en février 2007. Ce dernier album marque le retour du groupe, après l'utilisation subtile d'effets electroniques sur les environnements principaux, à un post-noise rock recentré autour du trio guitare/basse/batterie. Cet album, encensé par l'intégralité de la presse musicale, les imposa définitivement comme l'un des meilleurs groupe post-rock français.

## Projets parallèles
Des projets parallèles existent en parallèle à melatonine : Mathieu Lozinguez est ainsi l'unique membre de King Kong Was a Cat (premier album sorti en septembre 2007, également chez We are Unique! Records), tandis que Nicolas Tochet compose les morceaux de Zéro Degré, dont le premier album est sorti en avril 2009, toujours sur le label We are Unique! Records, en coproduction avec Le Kit Corporation (label messin).

## Discographie

### Albums studio
- 2001 : Melatonine (autoprod)
- 2003 : Les Environnements principaux (We are Unique! Records/La Baleine)
- 2007 : Décembre est un samedi (We are Unique! Records/La Baleine)
- 2019 : Stances

### Compilations
- 2002 : Sounds From an old Country (Another Records)
- 2004 : Je l'ai fait pour toi (Where are My Records)
- 2005 : RockPost One (RockPost)
- 2006 : Just Close to You, A Five-year compilation of Unique Records (We are Unique! Records/La Baleine)